# Electro
Electro (também chamado de electro-funk ou electro-boogie) é um gênero de música eletrônica diretamente influenciado pelo uso da caixa de ritmos TR-808, sintetizadores Moog keytar e samplers de soul e funk (amostras ou cortes de sons de músicas etc.). As gravações do gênero fazem o uso típico de caixa de ritmos e linhas de baixo pesadas (bass line, graves trabalhados). Em geral sons desprovidos de vocais e quando presentes atual de forma impassível, através de efeitos de distorção eletrônicos, tais como por exemplo o uso de vocoders e talk boxes. Sendo esta a principal distinção em relação aos gêneros de electro proeminentes da década de 70, tais como a disco music e boogie onde o som eletrônico apenas fazia parte da instrumentação. No electro, o som eletrônico é a base de toda musica assim construída.

## Definição e Características
Desde suas origens, a definição do som electro se dá através do uso de drum machines como a base rítmica de uma faixa, mas como o estilo evoluiu e com o advento do uso do computador na música eletrônica, o uso de baterias eletrônicas tornou-se menos prática e generalizada. Os padrões de bateria do electro são emulações de breakbeats, com kick (bumbo) e usualmente snare (caixa) ou clap (palmas) acentuando o final do primeiro tempo do compasso. A diferença entre batidas de bateria do electro e breakbeats (ou breaks) é que o electro tende a ser mais mecânico, enquanto breakbeats tendem a assemelhar-se a um baterista humano real. A definição, porém, é um pouco ambígua por natureza, devido ao uso diversos do termo.
Destacado, baterias percurssivas tendem a dominar o electro; a maior parte das batidas são providas pela bateria eletrônica Roland TR-808. Entretanto, com o advento do uso dos computadores na música eletrônica este é considerado um método old school os computadores são o método mais utilizado atualmente pelos produtores de electro ao redor do globo. A TR-808, criada em 1980, tem uma sonoridade que pode ser imediatamente reconhecida e ainda permanece popular no electro e outros gêneros eletrônicos. Outros instrumentos do electro em grande maioria eletrônicos são geralmente analog synthesis, bass lines (linhas de baixo), sequenciadas ou arpejadas em riffs sintéticos, os efeitos tonais são criados com sintetizadores. Um largo uso de efeitos como reverbs, delays, chorus ou phasers juntamente com misteriosas cordas sintéticas ou ensemble pad parece enfatizar sons comuns encontrados em filmes de ficção científica ou futuristas. Inclusive este tipo de musica pode até ser encontrado como trilha sonora para estes tipos de filmes. A grande maioria das produções de electro são instrumentais porém, é comum o uso de elementos vocais através de processamento vocal com vocoder. Adicionalmente, Síntese de voz pode ser usada para criar um conteúdo lírico vocal robótico ou mecânico. O Electro fazia uso do rap, porém este estilo lírico se tornou menos popular posteriormente a 1990.
| “ | [sic] O electro não recebeu somente influências do technopop alemão do Kraftwerk. Existem outras influências tais como: The Human League, Gary Numan, uma série de músicos negros. Grandes artistas como Miles Davis, Sly Stone, Herbie Hancock, Stevie Wonder, o lendário produtor Norman Whitfield e, claro, George Clinton e sua brigada P-Funk, todos desempenharam o seu papel na elaboração desta nova sonoridade através de seu uso inovador de instrumentos eletrônicos durante os anos 70 (e no final dos anos 60, no caso específico de Miles Davis). | ” |

## História
Acompanhando a queda da disco music depois dos anos 70, vários artistas do electro funk como Zapp & Roger começaram a experimentar o uso de talk boxes através de um uso intenso e batidas mais distintivas.
Em 1982, o produtor Afrika Bambaataa residente no Bronx com a ajuda de Arthur Baker e John Robie lançou a faixa "Planet Rock", com elementos das músicas do grupo Kraftwerk são elas especificamente: Trans-Europe Express and "Numbers" (do álbum Computer World). "Planet Rock" é largamente considerada uma quebra de paradigma para o gênero electro  
Em 1983, Hashim criaram uma sonoridade influente para o electro funk "Al-Naafiysh (The Soul)" seu primeiro lançamento oficial ocorreu em Novembro de 1983 através da Cutting Record's. Nesta época Hashim foi influenciado por "Hip Hop, Be Bop" de Man Parrish, "She Blinded Me With Science" de Thomas Dolby e "Planet Rock" de Afrika Bambaataa. Também em 1983, Herbie Hancock, em colaboração com Grand Mixer D.ST, lançou o single hit "Rockit".
Bambaataa e grupos como Planet Patrol, Jonzun Crew, Mantronix, Newcleus and Juan Atkins' Detroit-based group Cybotron passando a influenciar os gêneros do Detroit techno, ghettotech, breakbeat, drum and bass e electroclash. Primeiros Produtores do Gênero Electro (notávelmente Arthur Baker, John Robie e Shep Pettibone) em lugar de destaque no Latin Freestyle (ou simplesmente "Freestyle") como movimento musical. Até o final dos anos 1980, o gênero se separaram de suas influências funk inicial. Baker and Pettibone aproveitaram suas robustas carreiras na era da House music, e ambos usaram seus conhecimentos para produzir artistas do mainstream.

## Electro Contemporâneo
Embora tenha sido no início de 1980 o apogeu do electro no mainstream o mesmo gozava renovada popularidade no final dos anos 1990 com artistas como Anthony Rother e DJs como Dave Clarke. Depois de ligeira queda começou a  fazer um outro retorno para uma terceira onda de popularidade em 2009. O interesse contínuo em electro, embora influenciada em grande parte da Flórida, Detroit, Miami, Los Angeles e estilos de Nova York, cresce em fortes movimentos principalmente na Flórida e na Europa, nas casas noturnas e clubes de electro estão começando a se tornar comuns e populares novamente. A cena principalmente no underground ainda consegue suportar centenas de selos de electro tais como: Disco electro da Clone Records com a velha escola de estilos de gravações de Breakin para b-boys, Dominance Electricity, o Electro Funk da Citinite, Debonarie Records, Street Sounds e mais estilos mais modernos do electro com selos como: Bass Frequency Productions, Sarapuhy Beats e Nu Illusion Music.

## Artistas
| - Afrika Bambaataa - Aux 88 - Anthony Rother - Arabian Prince - Arthur Baker - Cybotron - Cylob - Davy DMX - DMX Krew - Dopplereffekt - Drexciya - Dynamix II - Egyptian Lover - Freeez - Grandmaster Flash - Hashim - Imatran Voima - I-F - Jackal & Hyde - Jonzun Crew - Kid Frost | - Kraftwerk - LA Dream Team - Maggotron - Man Parrish - Mantronix - Michael Jonzun - Midnight Star - Model 500 - Mr. Magic - Mr Velcro Fastener - Music Instructor - Newcleus - Warp 9 - Planet Patrol - Roger Troutman - Ryuichi Sakamoto - Scape One - Tyrone Brunson - Volsoc - World Class Wreckin' Cru - Yellow Magic Orchestra |